# Dariusz Sitek
Dariusz Sitek (ur. 1966 w Sandomierzu) – polski rzeźbiarz, pedagog Akademii Sztuk Pięknych w Gdańsku.

## Życiorys
Studiował na Wydziale Rzeźby w Państwowej Wyższej Szkole Sztuk Plastycznych w Gdańsku (od roku 1996 nazwa uczelni: Akademia Sztuk Pięknych w Gdańsku), dyplom uzyskał w pracowni profesora Stanisława Radwańskiego w 1996 roku. Pracuje na stanowisku asystenta Pracowni Podstaw Projektowania na Wydziale Rzeźby ASP w Gdańsku. Jest laureatem I nagrody „Młoda Rzeźba Gdańska” w 1996 roku. Syn profesora gdańskiej uczelni Edwarda Sitka (1940–2002).

## Wybrane wystawy
- 1994: III Międzynarodowe Sympozjum Rzeźbiarskie, Wojnowice
- 1996: Wystawa indywidualna, Galeria Żak, Gdańsk
- 1996: Wystawa indywidualna, Galeria Bąbrówka
- 1996: Artyści tworzący na Kaszubach, Chmielno
- 1996: Młoda Rzeźba Gdańska, Galeria ZAR, Gdańsk (I nagroda)
- 1996: Polski Instytut Kultury, Londyn (Anglia)
- 1997: Salon Wiosenny ZAR, Warszawa
- 1997 Wojewódzki Ośrodek Kultury w Elblągu
- 1998: Salon Wiosenny ZAR, Warszawa
- 1998 Sztuka Rzeźby, Gdańsk
- 1999: Forma i czas, Mała Galeria, Gdańsk[1]
- 2000: Oliwa bliżej Gdańska – Gdańsk bliżej Sztuki, Dworek – Galeria Artystycznej Inicjatywy, Gdańsk Oliwa[2]
- 2005: Mistrzowie Rzeźby, Galeria ZAR, Gdańsk[3]

## Autor realizacji pomnikowych
- Pomnik Jana Pawła II w Białej Podlaskiej
- Pomnik Jana Pawła II w Mrągowie (praca zbiorowa)
- Ołtarz papieski w Sopocie w 1999 r. (praca zbiorowa przy realizacji)
- Pomnik Stanisława Pyjasa w Krakowie[4]